# Відліковий скетч

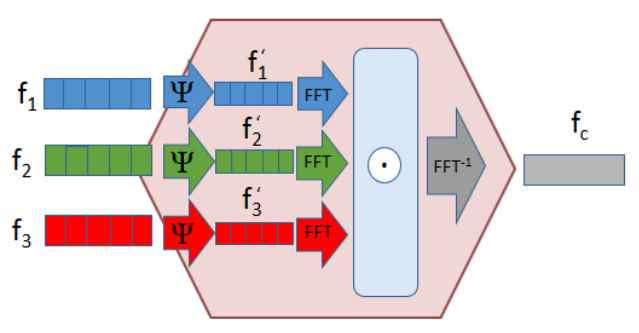
Відліковий скетч може використовуватися для зменшення обочислень при реалізації білінійного пулінгу в нейронній мережі

Відліковий скетч (англ. Count sketch) — метод зменшення розмірності, що використовується у статистиці, машинному навчанні та алгоритмах обробки великих даних. Він може бути використаний для прискорення ядрових методів та білінійного пулінга у нейронних мережах, а також застосовується у багатьох числових алгоритмах лінійної алгебри.

## Особливості
На відміну від тензорного скетчу відліковий скетч оперує так званим зовнішнім добутком векторів:
{\displaystyle \mathbf {a} \otimes \mathbf {b^{T}} \rightarrow {\begin{bmatrix}a_{1}\\a_{2}\\a_{3}\\a_{4}\end{bmatrix}}{\begin{bmatrix}b_{1}&b_{2}&b_{3}\end{bmatrix}}={\begin{bmatrix}a_{1}b_{1}&a_{1}b_{2}&a_{1}b_{3}\\a_{2}b_{1}&a_{2}b_{2}&a_{2}b_{3}\\a_{3}b_{1}&a_{3}b_{2}&a_{3}b_{3}\\a_{4}b_{1}&a_{4}b_{2}&a_{4}b_{3}\end{bmatrix}}},
де {\displaystyle \otimes } означає добуток Кронекера.
Суттєво, що відліковий скетч від зовнішнього добутку двох векторів
{\displaystyle C(x\otimes x^{T})}
еквівалентний векторній згортці
{\displaystyle C^{(1)}x\ast C^{(2)}x^{T}},
де {\displaystyle C^{(1)}} і {\displaystyle C^{(2)}} є незалежними матрицями.
Для прискореного обчислення згортки відлікових скетчів може бути задіяне швидке перетворення Фур'є.
У цьому випадку завдяки використанню торцевого добутку матриць для факторизації матриці скетчу відповідні структури можуть бути розраховані значно швидше.